# Maurizio Giugliano
Maurizio Giugliano (Latina, 7 giugno 1962 – Reggio Emilia, 1994) è stato un serial killer italiano, soprannominato "il lupo dell'Agro romano", ritenuto responsabile degli omicidi di due donne commessi nel 1983. Durante la detenzione ha ucciso anche un compagno di cella. Era sospettato di altri cinque omicidi avvenuti nei dintorni di Roma e a Jesolo tra il 1983 e il 1984.

## Biografia
Maurizio Giugliano nasce ad Acciarella (frazione di Latina) il 7 giugno 1962, secondo dei quattro figli di una coppia di agricoltori. Affetto da malnutrizione e problemi psicomotori, inizia a parlare solo attorno ai quattro anni. Nel 1970 viene accidentalmente investito da un'auto dei carabinieri e da allora il suo carattere si fa spesso instabile e incline all'aggressività. Nel corso degli anni commette numerosi episodi di violenza contro il padre, i fratelli, i compagni di classe, arrivando anche a uccidere gli animali dell'allevamento di famiglia. Viene ricoverato più volte in ospedali psichiatrici, dai quali riesce a fuggire.
Negli anni settanta la famiglia cambia spesso residenza, trasferendosi infine a Roma. Nel 1977 Giugliano viene arrestato per rapina e sconta un breve periodo di detenzione nel carcere minorile di Casal del Marmo. Nel 1979 viene arrestato per violenza sessuale nei confronti di una conoscente. Durante il processo una perizia psichiatrica gli diagnostica una grave distorsione della personalità aggravata dal degrado sociale in cui è cresciuto. In attesa della sentenza è recluso nell'Ospedale psichiatrico giudiziario di Aversa. Viene condannato a due anni di carcere e, diventato maggiorenne, è trasferito nel carcere di Pianosa.
Uscito dal carcere conduce una vita irregolare, spostandosi nella periferia di Roma sulla sua roulotte. Si sposa con Rosa Bussaglia, conosciuta quando era ancora minorenne, e ha con lei una figlia. I tre vivranno insieme nella roulotte dell'uomo. Nel febbraio 1984, dopo un violento litigio con la suocera, Giugliano dà fuoco all'appartamento della famiglia Bussaglia e viene arrestato per incendio doloso. È ancora in carcere quando viene accusato di essere il serial killer dell'Agro romano.

## Gli omicidi
A Maurizio Giugliano sono stati inizialmente attribuiti gli omicidi di sei donne, commessi tra l'Agro romano e l'Agro pontino tra il luglio 1983 e il gennaio 1984.
- Thea Stroppa, prostituta di 51 anni (nota nel giro della prostituzione come "Tiziana"), viene trovata morta il 6 luglio 1983 tra via Flaminia Vecchia e via Due Ponti. È stata strangolata con la camicetta, presa a sassate in viso e finita con un colpo di pistola. Il corpo, seminudo, è malamente coperto con dei calcinacci.
- Luciana Lupi, prostituta di 45 anni nota come "Silvana", è trovata morta il 9 luglio a Passo Corese. È stata uccisa tra il 4 e il 5 luglio, strangolata con la sua cintura e sfigurata a pietrate.
- Lucia Rosa (nota come "Margherita"), prostituta trentatreenne originaria di Catania, già conosciuta dalla polizia a causa della sua tossicodipendenza, viene trovata cadavere il 13 luglio a Tor de' Cenci; era morta da cinque giorni. Come per gli omicidi precedenti, la donna è stata strangolata con un proprio indumento.
- Giulia Meschi, ex impiegata comunale di 31 anni, viene uccisa in circostanze simili il 5 agosto a Sabaudia, vicino a un campo di granturco. Un testimone dichiara agli inquirenti di aver assistito all'omicidio e di aver visto in faccia l'assassino.
- Fernanda Renzetti Durante, pittrice di 53 anni, moglie di un funzionario della Banca d'Italia, viene trovata morta e seminuda in una stradina di campagna vicino a Pratica di Mare il 31 ottobre. La sua auto, una Fiat 500 rossa, sarà trovata il giorno dopo vicino alla stazione di Campoleone, con i vestiti all'interno. L'arma del delitto questa volta è un coltello, che viene trovato accanto al cadavere.
- Catherine Skerl, detta Katty, figlia diciassettenne del regista Peter Skerl, viene trovata senza vita il 22 gennaio 1984 in un vigneto di Grottaferrata. È stata strangolata con un filo di ferro e con la cinghia del suo borsone. Contrariamente alle altre vittime, la ragazza indossava ancora i vestiti. Un testimone dichiara di averla vista il giorno prima mentre accettava un passaggio in Vespa da uno sconosciuto.

## Le indagini
Dopo il sesto omicidio, il commissario del quartiere Prenestino, Rocco Marazzita, invia un'informativa al capo della squadra omicidi Nicola Cavaliere, in cui segnala i precedenti per stupro e aggressione di Giugliano, che nel frattempo è già stato arrestato per incendio doloso. Gli indizi contro di lui sono deboli: vicino a ogni luogo del delitto è stata vista una roulotte simile alla sua, le auto usate per gli omicidi sono state acquistate sotto falso nome (come Giugliano faceva abitualmente) e Giugliano ha l'abitudine di spostarsi in Vespa.
La moglie, la madre e la suocera di Giugliano vengono interrogate più volte dagli inquirenti e danno un quadro preciso della personalità dell'uomo. Secondo la moglie, Giugliano si sarebbe attribuito più volte la responsabilità degli omicidi durante le frequenti liti domestiche. La madre, insospettita dal comportamento del figlio, si era rivolta alle autorità già nell'ottobre 1983, e da allora Giuliano era stato tenuto sotto osservazione.
Il testimone dell'omicidio Meschi aveva fornito un identikit dell'assassino e, dopo l'arresto di Giugliano, lo riconosce senza esitazioni durante un confronto all'americana. Per gli altri cinque omicidi non sembrano esserci prove decisive e alcuni giornali mettono in dubbio la colpevolezza dell'accusato. Alcuni commentatori segnalano anche che negli anni ottanta, prima e dopo l'arresto di Giugliano, sono avvenuti nell'area romana altri omicidi di donne dalla dinamica simile, rimasti irrisolti.

## I processi e la detenzione
Maurizio Giugliano è rinviato a processo per tre dei sei omicidi dei quali è stato inizialmente accusato: Thea Stroppa, Lucia Rosa e Giulia Meschi. Durante il processo per l'omicidio Stoppa gli viene riconosciuto il vizio totale di mente ed è prosciolto dall'accusa per infermità mentale e dichiarato socialmente pericoloso. Lo stesso Giugliano confessa invece l'omicidio di Lucia Rosa agli inquirenti, ma a processo ritratta la confessione. I testimoni non sono in grado di riconoscere in lui l'uomo che hanno visto allontanarsi con la prostituta poco prima dell'omicidio, e Giugliano viene assolto. Nel 1986 la corte d'assise di Latina lo condanna invece a diciassette anni e otto mesi per l'omicidio di Giulia Meschi grazie alla testimonianza del contadino di Sabaudia.
Le perizie psichiatriche eseguite durante i tre processi hanno dato esiti molto diversi. A differenza della perizia svolta per il processo Stroppa, quella del dottor Roberti per il caso Rosa esclude l'incapacità di intendere e volere. Nel 1986, durante il processo per l'omicidio Meschi, il dottor Beddi rileva solo un vizio parziale di mente che permette alla giuria di dichiararlo colpevole. Gli omicidi di Luciana Lupi, Lucia Rosa, Fernanda Renzetti Durante e Katty Skerl restano ufficialmente senza un colpevole; il caso della Skerl, in particolare, nel corso degli anni sarà al centro di numerose controversie.
Incarcerato a Rebibbia, Giugliano condivide la cella con Graziano Panetta, capo della "Banda dell'arancia meccanica" in carcere per rapina. Giugliano gli avrebbe confidato di essere responsabile dell'omicidio di Lucia Rosa e anche di quello di Maria Negri, avvenuto a Jesolo il 3 agosto 1983. Secondo quanto riferito, Giugliano si trovava in Veneto per le vacanze estive insieme alla moglie e al cognato e avrebbe notato la Negri mentre faceva benzina. Colto da un raptus omicida, si sarebbe allontanato dai parenti con una scusa, sarebbe salito in casa della donna, l'avrebbe strangolata con un filo elettrico per poi tornare in fretta in auto, dai parenti ignari. Di fronte alle autorità Giugliano smentisce questa ricostruzione e nel 1989 è assolto per insufficienza di prove; l'omicidio di Maria Negri resta quindi insoluto. Anche la confessione dell'omicidio Rosa è subito ritrattata; inoltre emergono alcune incongruenze tra quanto riportato da Panetta e i rilievi oggettivi sul cadavere. Nel 1989 Giugliano è assolto anche da questo omicidio.
Durante la detenzione Giugliano è protagonista di numerosi atti di violenza. Il 27 ottobre 1988, durante un processo per furti e rapine commessi nel 1982, lancia le manette contro la corte. Nel novembre 1989, durante il processo per l'omicidio di Lucia Rosa, scaglia una sedia contro i giudici e li minaccia di morte. Nel 1990 è ricoverato nell'Ospedale psichiatrico giudiziario di Montelupo Fiorentino, dove resta fino al 1993, quando soffoca con un cuscino un compagno di cella che gli aveva negato una sigaretta. Trasferito a Reggio Emilia, muore d'infarto nel 1994.